# Grito de Dolores

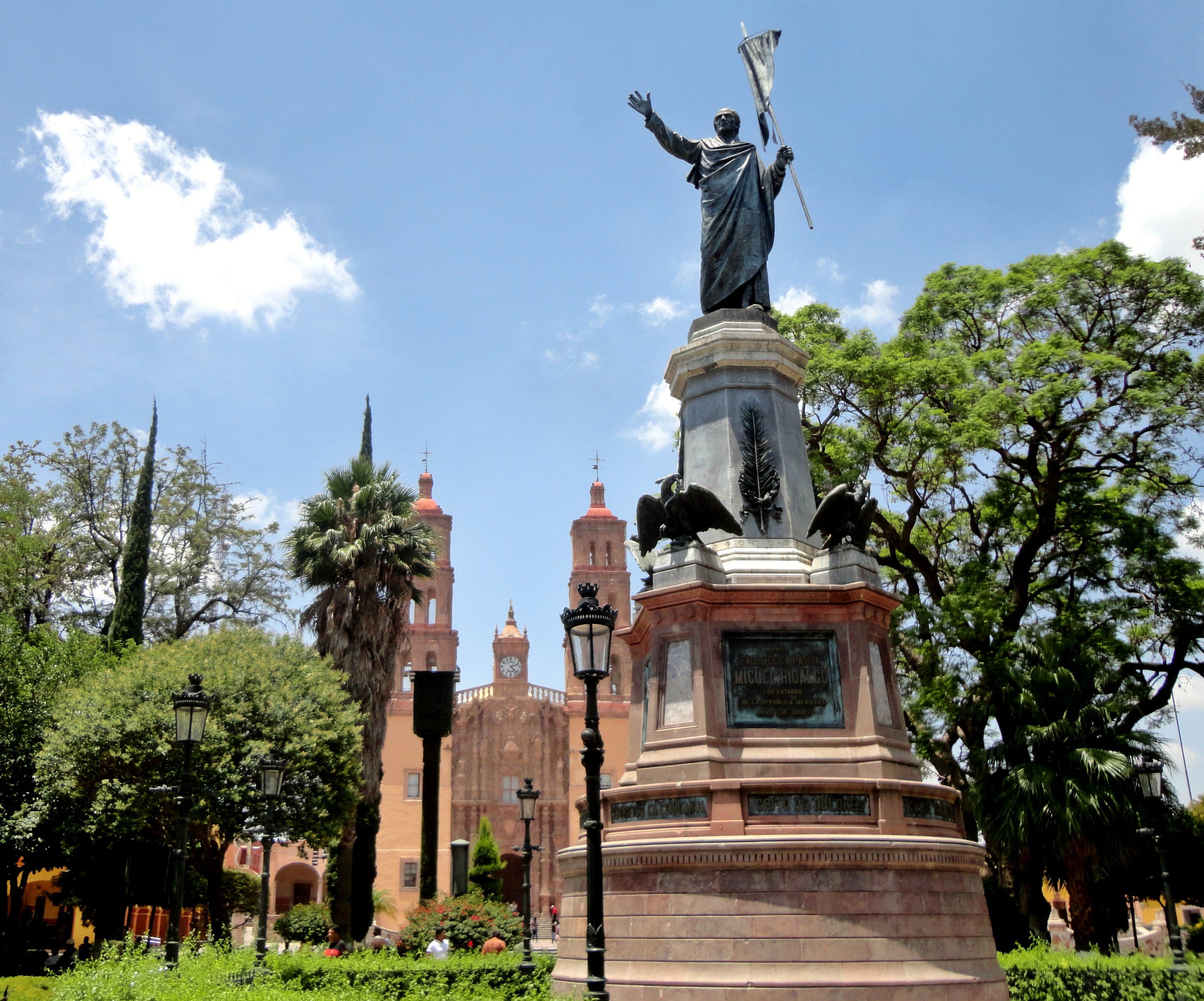
Pomnik Miguela Hidalgo y Costilla przed kościołem w Dolores Hidalgo

Grito de Dolores (z hiszp. „zawołanie z Dolores”) – przemówienie wygłoszone 16 września 1810 roku w meksykańskim miasteczku Dolores (obecnie Dolores Hidalgo) przez księdza Miguela Hidalgo y Costilla, które zapoczątkowało wojnę o niepodległość Meksyku.
Hidalgo wygłosił swoją mowę z ambony, wkrótce po tym, gdy dowiedział się, że spisek przeciw hiszpańskiej władzy kolonialnej, w który był zaangażowany, został wykryty. W przemowie wzywał słuchaczy, głównie Indian i metysów, do wzięcia za broń, by wyzwolić kraj spod władzy Hiszpanów. Nie są znane dokładne słowa przez niego wypowiedziane, choć w obiegu funkcjonuje wiele zrekonstruowanych wersji jego przemowy. Mogło ono brzmieć mniej więcej: „Niech żyje Nasza Panna z Guadalupe, śmierć złym rządom, śmierć półwyspiarzom!”. 
Na pamiątkę przemówienia z Dolores, co roku 15 września, w przededniu święta niepodległości, prezydent Meksyku wygłasza z balkonu Pałacu Narodowego zawołanie, które w przybliżeniu brzmi ¡Viva México! ¡Viva la Independencia! ¡Vivan los héroes! („Niech żyje Meksyk! Niech żyje niepodległość! Niech żyją bohaterowie!”). Podobne widowisko ma miejsce na niższym szczeblu w wielu miastach kraju.